# Mountfield
Mountfield is een civil parish in het bestuurlijke gebied Rother, in het Engelse graafschap East Sussex met 616 inwoners.